# Wilhelm Schindler (Politiker)
Wilhelm Schindler (* 14. Mai 1829 in Luzern; † 6. Mai 1898 in Luzern, heimatberechtigt in Luzern) war ein Schweizer Politiker (liberal).

## Biografie
Wilhelm Schindler kam als Sohn des Handelsmanns Xaver Schindler und der Anna Maria Schindler, geborene Bell, zur Welt. Nach der Schule absolvierte Wilhelm Schindler eine Ausbildung zum Handelsmann und arbeitete dann im Getreidehandel. 
Im Militär brachte er es bis zum Rang eines Majors und war Kommandant des Schützen-Bataillons 66.
Politisch startete er in der Kommunalpolitik als Mitglied des Grossen Stadtrats der Stadt Luzern. In diesem Gremium war Wilhelm Schindler vom 5. Juni 1854 bis zum 23. November 1864 tätig. Von 1860 bis 1864 war er zudem Luzerner Kantonsrat und in seinem letzten Amtsjahr gar Präsident des Kantonsparlaments. In den Jahren 1860 bis 1864 übte er zudem das Amt des Stadtpräsidenten der Stadt Luzern aus. Auf nationaler Ebene war Wilhelm Schindler vom 7. Dezember 1863 bis zum 1. Januar 1865 liberaler Nationalrat des Kantons Luzern. 
Das Engagement als Förderer des Schienenverkehrs und auf politischer Ebene endete mit seinem Bankrott 1864. Nachher versank Wilhelm Schindler in Armut und in der politischen Bedeutungslosigkeit. Sein Landgut Schönbühl verkaufte er General Felix von Schumacher.
Am 2. Mai 1853 heiratete Wilhelm Schindler Antonia Pfyffer, Tochter des liberalen Kantonsrats Ignaz Pfyffer. Die Ehe blieb kinderlos. Ein Cousin mütterlicherseits war der konservative Politiker und Staatsarchivar Friedrich Bell. Zudem war der liberale Politiker Johann Baptist Sidler ein Schwager von Wilhelm Schindler. 